# Kurt Wittmayer

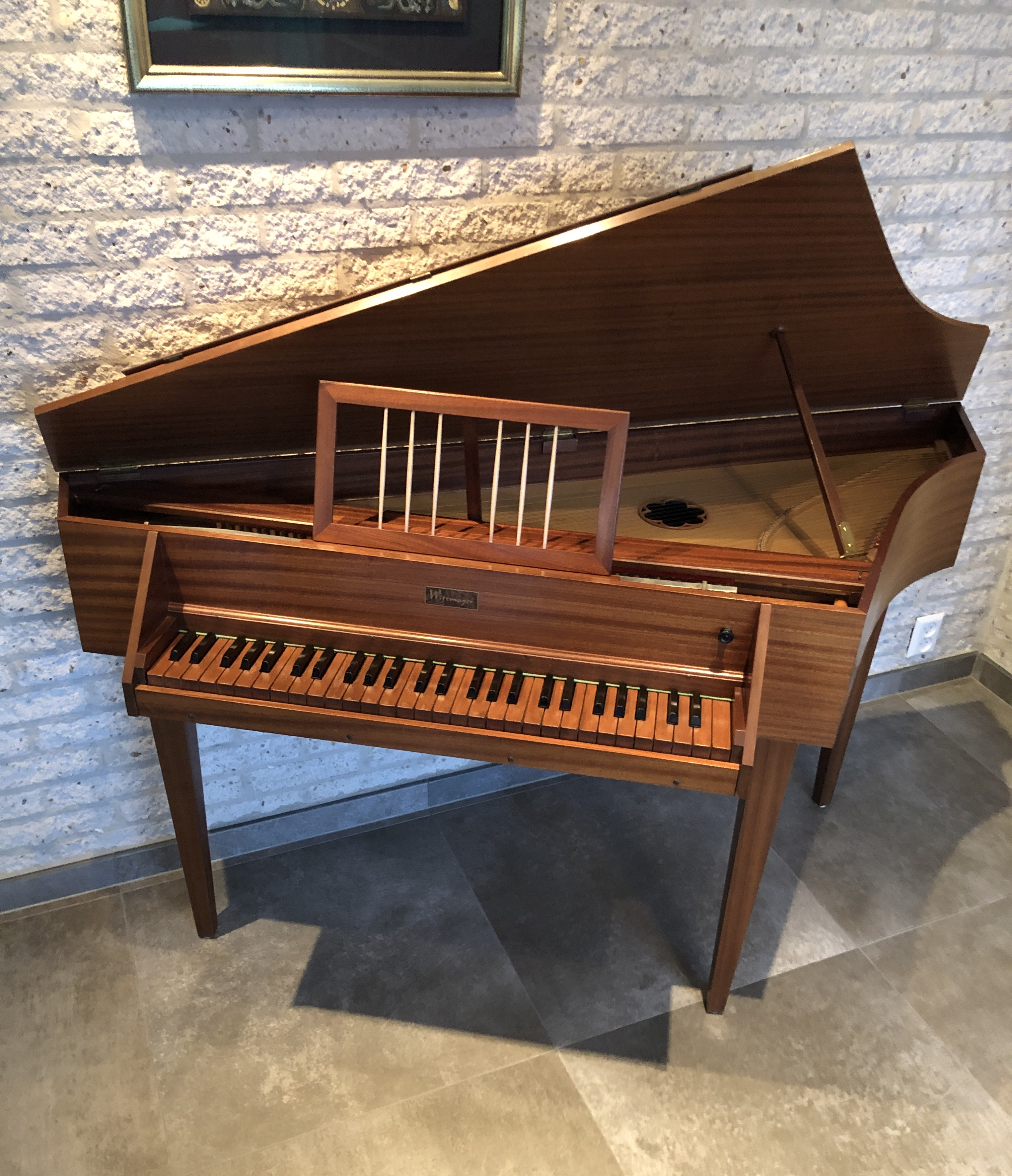
Wittmayer spinet, 1961

Kurt Wittmayer (Hermannstadt, 22 november 1917 – Bad Tölz, 4 september 1997) was een klavecimbelbouwer en -restaurateur.

## Biografie
Na zijn middelbare schoolopleiding studeerde Wittmayer muziek in Rome, Leipzig en Salzburg.
Vanaf 1945 begon hij als autodidact aan het bouwen van klavechords en klavecimbels. In 1949 opende hij in Bad Reichenhall samen met Rudolf Schüler een werkplaats voor de bouw van historische toetsinstrumenten. In 1951 stopte deze samenwerking en ging Schüler zelfstandig verder met klavecimbelbouw. Wittmayer bouwde zijn instrumenten aanvankelijk als moderne gestandaardiseerde modellen (Rastenbauweise), zoals dit bij vrijwel alle bekende klavecimbelbouwers sinds het begin van de 20e eeuw gebruikelijk was. Men nam aan dat analoog aan de bouw van piano’s de verbetering ten aanzien van oude instrumenten een logisch uitgangspunt was. Door steeds meer belangstelling voor barokmuziek en dus ook voor oude toetsinstrumenten kwam er steeds meer vraag en breidde de werkplaats zich verder uit. Deze verplaatste zich in 1952 naar Geretsried-Gartenberg waar in 1955, inmiddels door 22 medewerkers in totaal 153 instrumenten werden gebouwd. Het ging daarbij vooral om klavechords, spinetten en eenvoudige kleine klavecimbels voor de beoefening van huismuziek.
Wittmayer vroeg in 1950 een octrooi aan op zijn speciale houten dokjes die met een stalen veertje op hun plaats worden gehouden en voorzien zijn van een excentrische stelschroef om de tong met plectrum af te kunnen stellen. Het octrooi werd in 1954 verleend. (DBP 921908) Het had als basis dat de dokjes onafhankelijk van de vochtigheid altijd vrij konden bewegen en dat daarnaast de plectra konden worden ingeregeld t.o.v. de snaren zonder het dokje eruit te nemen. Dit laatste was vooral van belang bij de leren plectra die in de begintijd tot ca 1965 werden gebruikt. Daarna ging men over op Delrin-plectra en was de stelschroef van veel minder belang.
In 1964 bestond het palet aan instrumenten inmiddels uit 13 modellen, met als topmodel het 'Bach'-concertklavecimbel dat van 1967 tot 1971 in een aantal gevallen ook nog werd geleverd met elektronische geluidsversterking in een poging om het instrument in orkestverband te kunnen gebruiken.
Vanaf 1958 werd het bedrijf in fasen verplaatst naar Wolfratshausen, waar in 1967 alle afdelingen hun definitieve centrale locatie vonden.
In de jaren zestig behoorde het bedrijf samen met de firma’s Neupert in Bamberg en Sperrhake in Passau tot de drie grootste klavecimbelbouwfirma's. Bij Wittmayer werkten in de topjaren 50 arbeidskrachten die samen jaarlijks ca. 400 instrumenten vervaardigden. Hoewel van 'seriebouw' werd gesproken, betrof het bouwen van de instrumenten voornamelijk handwerk. Vanaf 1951 tot 1985 werden bij Wittmayer in totaal zo’n 8.430 instrumenten gebouwd, waarbij het kleine klavecimbel 'Corelli' het grootste aandeel had van 3868 stuks, gevolgd door het spinet, 1438 stuks en het reis-klavechord, 1179 stuks. Van de klavecimbels met twee manualen werden er in totaal 1099 gebouwd.
In de jaren 1956 en 1957 had Wittmayer als onderaannemer in opdracht van Pianohaus Wilhelm Rück in zijn bedrijf twee kopieën vervaardigd van een tweemanualig klavecimbel van Gräbner (Dresden 1782), voor die tijd een tamelijk ongewone opdracht. Een van deze klavecimbels was door Gustav Leonhardt besteld voor het Amsterdams Conservatorium. Hoewel door deze opdracht intensief kennis en ervaring was opgedaan met de bouw van een historisch klavecimbel begon Wittmayer zich pas in 1964 echt intensief met historische instrumenten bezig te houden die hij onderzocht, restaureerde en kopieerde. Tot dan toe was hij vooral bezig geweest met het perfectioneren van zijn eigen modellen, maar vanaf 1965 werden ook instrumenten volgens de historische bouwwijze (Kastenbauweise) aangeboden.
In de periode van 1965 tot 1992 restaureerde Wittmayer 38 instrumenten, waaronder die van Ruckers, Dulcken en Kirckman. Tevens werden er 265 instrumenten vervaardigd volgens de historische bouwwijze. Daarbij ging het om zeer nauwkeurige kopieën of soms om een iets vrijere modeluitvoering, meestal naar Vlaamse voorbeelden.
Vanaf het begin van de jaren zeventig begon men steeds meer kritische kanttekeningen te plaatsen rond oude toetsinstrumenten die volgens de moderne bouwwijze werden vervaardigd. Hoewel er op de degelijkheid en afwerking nauwelijks iets aan te merken viel, richtte de kritiek zich vooral op de klank en het geringe geluidsvolume van modern gebouwde klavecimbels ten opzichte van historische instrumenten. Een andere factor van belang was dat door een aantal firma's zelfbouwpakketten voor eenvoudige klavecimbels op de markt werden gebracht tegen sterk concurrerende prijzen. Deze nieuwe ontwikkelingen en de daarbij behorende krimp in de afzet had voor de firma Wittmayer directe gevolgen. De terugval in productieaantallen kon niet worden gecompenseerd met de bouw van instrumenten volgens historische bouwwijze. Daarom moest het bedrijf stapsgewijs worden verkleind, totdat Wittmayer in 1995 zijn firma officieel beëindigde en uitschreef.

## Foto's, geluidsopnamen
- Kevin Fryer foto's 1962 van Wittmayer[1]
- Audio opnames Wittmayer instrumenten[2]